# خنافس أشجار الفطر الدقيقة
خنافس أشجار الفطر الدقيقة أو السيسيات أو عائلة سيدي أو عائلة خنافس فطريات الأشجار الصغيرة أو فصيلة سييدي (الاسم العلمي: Ciidae)، هي فصيلة حشرات خنفسية. تضم مجموعة كبيرة من الخنافس التي تعيش على فطر الرف (Polypore) أو على حُطَام الخشب الخشن. وهي تنتشر بشكل كبير في المناطق الدافئة، إلا أنها منتشرة على نطاق أوسع حيث يوجد عدد كبير من أنواعها في أماكن بعيدة مثل الدول الاسكندنافية.